# 앨런 헬프리치
앨런 분 헬프리치(Alan Boone Helffrich, 1900년 8월 7일 ~ 1994년 2월 3일)는 미국의 육상 선수로 1924년 파리 올림픽에서 1600m 릴레이의 금메달리스트였다.
뉴욕주 용커스에서 태어난 헬프리치는 1920년대에 미국에서 가장 위대한 중거리달리기 선수들 중의 하나였다. 그는 3회의 AAU 880 야드 타이틀(1921,1922, 1925)을 우승하였다. 펜실베이니아 주립 대학교의 학생으로서 2회의 NCAA 880 야드(1922, 1923), 1회의 IC4A 880 야드(1923)와 440 야드(1924)를 우승하였다.
파리 올림픽에서 헬프리치는 3분 16.0초의 세계 신기록을 세워 우승한 미국 1600m 릴레이 팀에서 두번째 주자로 달렸다. 1925년 미국을 순회한 파보 누르미를 꺾은 단 하나의 선수로 양키 스타디움에서 하프 마일 달리기 우승을 득점하였다.
자신의 육상 경력 이후에 헬프리치는 1930년부터 1955년까지 뉴욕에서 육상 대회들을 사회 보고, 자신이 사망할 때까지 미국 올림픽 선수들의 뉴욕 집회 총장을 지냈다.